# Eterno (album)
Eterno è il terzo album in studio del cantautore italiano Giovanni Caccamo, pubblicato il 9 febbraio 2018.
Con l'omonimo brano l'artista ha partecipato al Festival di Sanremo 2018, classificandosi decimo.

## Tracce
1. Puoi fidarti di me – 3:27
2. Eterno – 3:43
3. Bisogno di tutto – 3:35
4. Quanto ti ho desiderato – 3:10
5. Il mio bene per te – 3:10
6. Se partissimo domani – 3:21
7. La sua figura – 3:49 – originariamente interpretata da Giuni Russo
8. Altrove – 3:21
9. Puoi fidarti di me (Acoustic) (Music from Film "Puoi baciare lo sposo") – 3:23

## Classifiche
| Classifica (2018) | Posizione massima |
| ----------------- | ----------------- |
| Italia            | 41                |